# Panoramic View of the Temple of Music and Esplanade
Pour plus de détails, voir Fiche technique et Distribution.
Panoramic View of the Temple of Music and Esplanade est un film américain muet et en noir et blanc sorti en 1901.